# Prionyx sundewalli
Prionyx sundewalli är en biart som först beskrevs av Anders Gustav Dahlbom 1845.  Prionyx sundewalli ingår i släktet Prionyx och familjen grävsteklar. Inga underarter finns listade i Catalogue of Life.